# Iglesia de San Antonio Abad (Obejo)

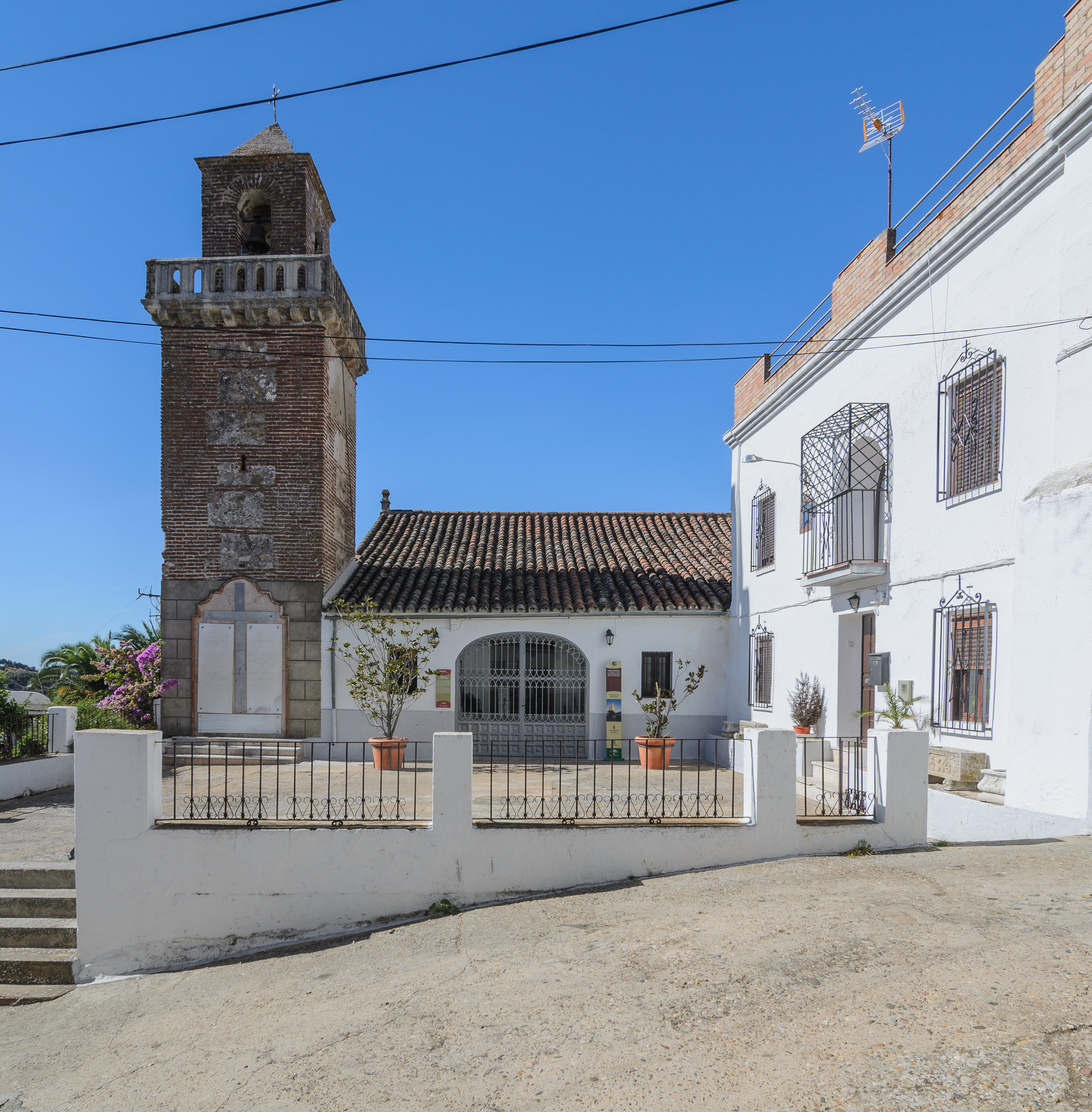
Vista exterior de la Iglesia Parroquial de San Antonio Abad en Obejo, Córdoba (España).

La iglesia de San Antonio Abad de Obejo, municipio de Córdoba en Andalucía, está situada en la parte más alta del pueblo. Fue edificada en el siglo XIII y está considerada Monumento Histórico Artístico desde 1982. Su planta, datada de los albores de la Reconquista. Está dividida en tres naves separadas por arcos peraltados apoyados en columnas de mármol, rematadas en capiteles califales y basas que proceden de materiales de acarreo de época califal. Fue objeto de importantes remodelaciones y ampliaciones durante el siglo XVII, momento al que pertenece la torre de ladrillo y mampostería con apariencia de alminar y que en su conjunto es de estilo mudéjar.